# Engradado

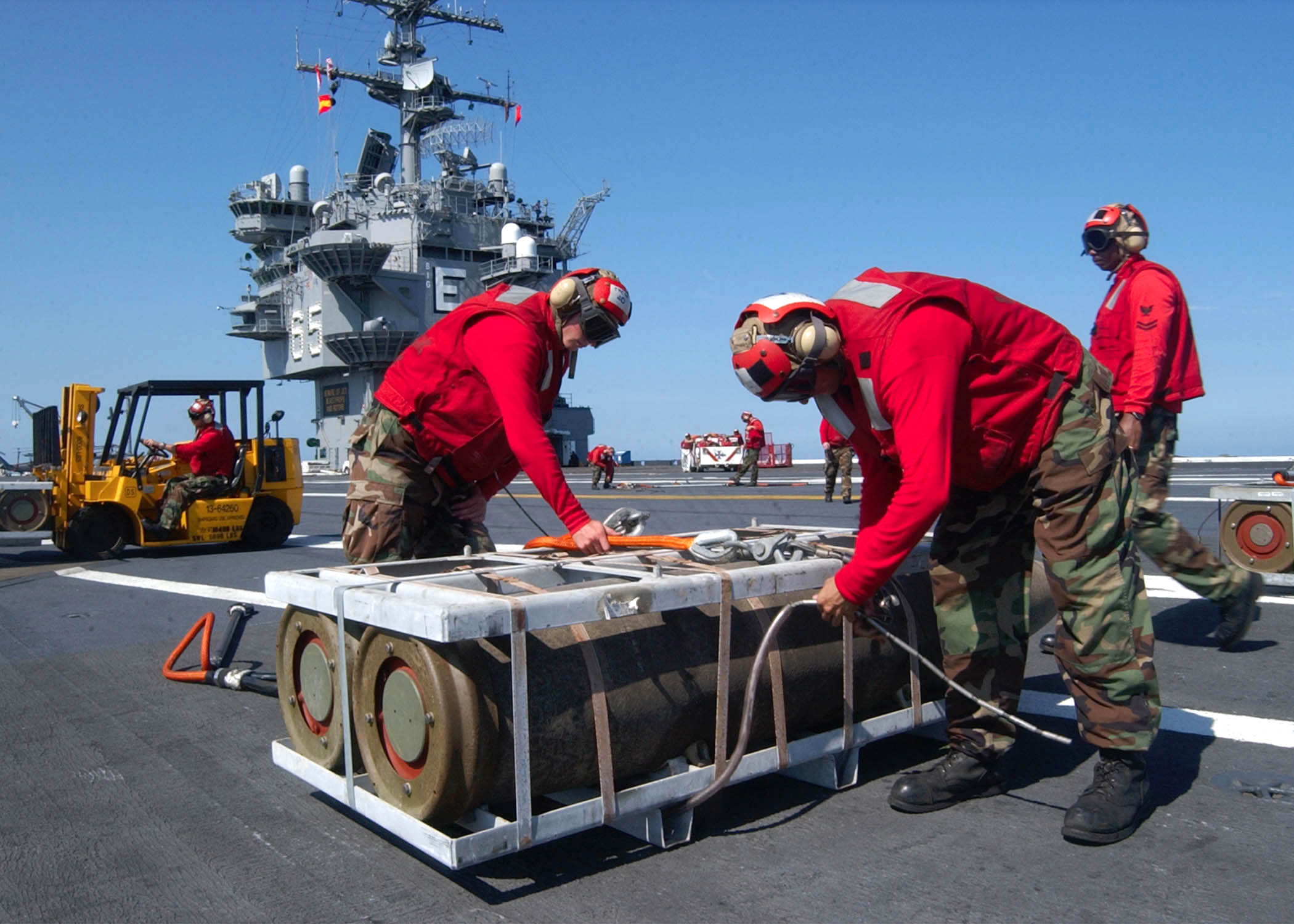
Um engradado formado para logística bélica

Um engradado é uma embalagem ou recipiente desenvolvido especificamente para determinados tipos de conteúdos ou para transporte de animais. Pode ser desde um container, desenvolvido com armação de madeiras, aço e alumínio usado para transporte de grandes e pesadas cargas, ou menores como os usados para transporte de garrafas.

## Imagens

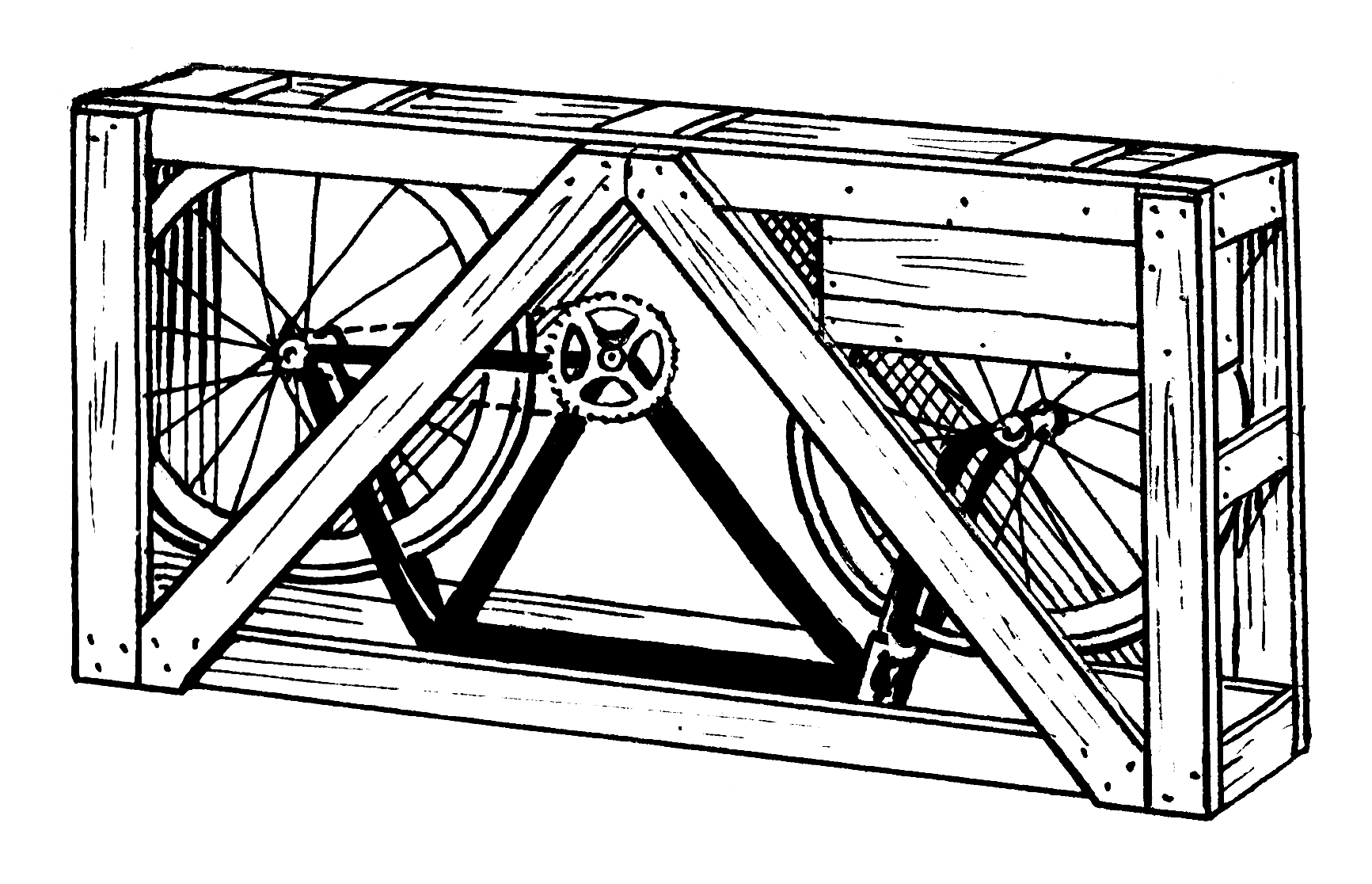
Um engradado para bicicleta
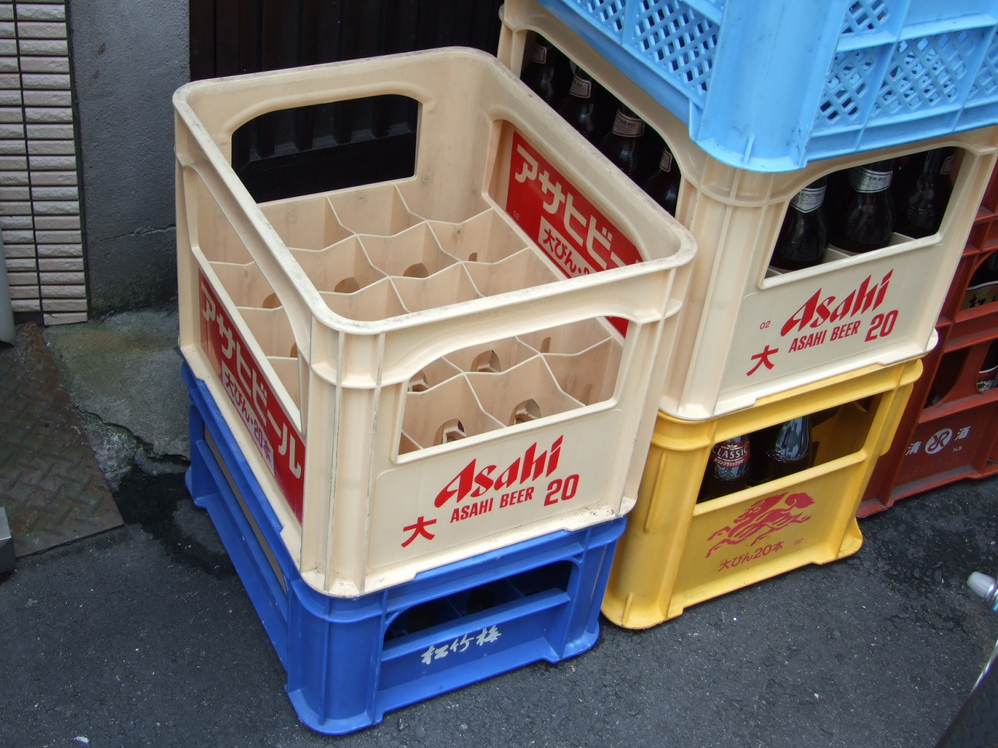
Um engradado para garrafas de cerveja